# Рескупорід III (цар одрисів)
Рескупорід III (д/н — 19) — володар Одрисько-сапейського царства в 12—19 роках. Низка дослідників рахує цього царя від першого сапейського царя — тому позначають як Рескупоріда II.

## Життєпис
Походив з Сапейської династії. Син царя сапеїв Котіса II. У 6—9 роках брав участь у придушенні Великого іллірійського повстання. 12 року після смерті брата Реметалка I за заповітом отримав північну, менш розвинену, частину царства. Небіж Котіс VIII — південні та східні, значно багатші області. Цей поділ затвердив імператор Октавіан Август.
З самого початку бажав об'єднати царства. Цьому заважала підтримка імператора Августа. У 14 році після смерті імператора, Рескупорід III активізував свої дії. Новий імператор Тиберій доклав зусиль для замирення родичів. Втім 19 року Рескупорід III зібрав війська начебто для захисту від бастарнів і скіфів. Потім запросив Котіса VIII на бенкет, де наказав вбити, облаштувавши це як нещасний випадок (за іншими повідомленнями Котіса VIII ув'язнено, де той начебто вчинив самогубство). Дружина Котіса VIII з дітьми втекла до родичів у м. Кізік. Цар в свою чергу заручився підтримкою Луція Помпонія Флакка, імператорського легата-пропретора Мізії.
Рескупорід III звернувся до імператора з проханням визнати його царем усієї Фракії. Натомість отримав запрошення прибути до Риму, де над царем було влаштовано суд. Завдяки свідченням Антонії Тріфени, удови Котіса VIII, римський сенат засудив Рескупоріда III до вигнання. Місцем заслання стала Олександрія Єгипетська. Того ж року на шляху до Єгипту помер (за іншими відомостями під час спроби втечі). Більша частина володінь Рескупоріда III відійшла до синів Котіса VIII. Син самого Рескупоріда III — Реметалк III — отримав меншу частку.